# Symmetroctena capnota
Symmetroctena capnota là một loài bướm đêm trong họ Geometridae.